# 秋鹅观草
秋鹅观草（学名：Roegneria serotina）为禾本科鹅观草属下的一个种。